# 山本和敏
山本 和敏（やまもと かずとし、1933年7月17日 - ）は、日本の裁判官、弁護士。元東京高等裁判所判事、東京地方裁判所部総括判事。日本で初めてプライバシー権を認めた「宴のあと」事件第一審判決などに関わった。また、司法研修所教官として司法修習生や裁判官の教育に取り組んだ。退官後、目黒公証役場公証人、第二東京弁護士会所属の弁護士となったほか、大東文化大学法科大学院教授を務めた。

## 略歴
- 長崎県出身[3]
- 中央大学法学部卒業[4]
- 第13期司法修習生[3]
- 1961年4月 - 東京地裁・家裁判事補
- 1964年5月 - 札幌法務局訟務部付
- 1967年4月 - 東京地裁・家裁判事補
- 1970年9月 - 札幌地裁・家裁判事補
- 1971年4月 - 札幌地裁・家裁判事
- 1973年3月 - 福岡地裁判事
- 1975年4月 - 福岡高裁事務局長職務代理
- 1978年4月 - 福岡高裁判事
- 1978年5月 - 東京地裁判事
- 1979年10月 - 司法研修所教官
- 1984年4月 - 東京地裁部総括判事
- 1986年4月 - 司法研修所教官
- 1991年8月 - 岐阜地裁・家裁所長
- 1992年12月 - 司法研修所教官、のちに東京高裁判事[4]
- 1995年4月 - 依願退官
- 1995年5月 - 目黒公証役場公証人
- のちに弁護士（第二東京弁護士会所属）
- 2004年 - 瑞宝中綬章受章

## 主な判決
- 「宴のあと」事件第一審 （東京地裁判決昭和39年9月28日）[5]
- 浮世絵映画「SHUNGAKO」税関検査事件 （東京地裁判決昭和60年10月23日）[5]
- キリスト教徒日曜日訴訟 （東京地裁判決昭和61年3月20日）[5]
- サーベル登録拒否事件 （東京地裁判決昭和62年4月20日）[5]